# WWE Elimination Chamber
WWE Elimination Chamber este un pay-per-view susținut de compania World Wrestling Entertainment care a înlocuit din 2010 WWE No Way Out. La acest eveniment au loc anual două meciuri Elimination Chamber.

## Istoric

### 2010
Elimination Chamber 2010 a avut loc pe data de 21 februarie 2010, evenimentul fiind gazduit de Scottrade Center
din St. Louis, Missouri.
- Dark Match: Christian l-a învins pe Ezekiel Jackson 
  - Christian l-a numarat pe Jackson dupa un «Killswitch».
- John Cena i-a învins Sheamus (c), Triple H, Randy Orton, Ted DiBiase si Kofi Kingston într-un Elimination Chamber Match câștigând titlul WWE Championship
  - Cena l-a eliminat pe Triple H câștigând meciul
- Batista l-a învins pe John Cena câștigând titlul WWE Championship
  - Batista l-a numarat pe Cena dupa un «Batista Bomb».
  - Acest meci nu era planeat dar Vince McMahon l-a ordenat ca recompensă pentru Batista.
- Drew McIntyre l-a învins pe Kane păstrându-și titlul WWE Intercontinental Championship
  - McIntyre l-a numarat pe Kane dupa un «Future Shock».
- LayCool le-a învins pe Maryse și Gail Kim
  - McCool a numarato pe Kim dupa un «Faith Breaker».
- The Miz (cu Big Show) l-a învins pe MVP (cu Mark Henry) păstrându-și titlul WWE United States Championship
  - Miz l-a numarat pe MVP dupa un «K.O. Punch» a lui Show care arbitrul nu a vazut.
- Chris Jericho i-a învins pe The Undertaker (c), John Morrison, R-Truth, CM Punk si Rey Mysterio într-un Elimination Chamber Match câștigând titlul WWE World Heavyweight Championship
  - Jericho l-a eliminat pe Undertaker câștigând meciul
  - În timpul meciului, Shawn Michaels a aparut si i-a aplicat un «Sweet Chin Music» lui Undertaker.

### 2011
Elimination Chamber 2011 a avut loc pe data de 20 februarie 2011, evenimentul fiind gazduit de Oracle Arena
din Oakland, California.
- Dark Match: Daniel Bryan l-a învins pe Ted DiBiase (cu Maryse) păstrându-și titlul WWE United States Championship
  - Bryan l-a făcut pe DiBiase sa cedeze cu «LeBell Lock».
- Alberto del Rio l-a învins pe Campionul Intercontinental Kofi Kingston
  - Del Rio l-a făcut pe Kingston sa cedeze cu «Cross Armbreaker».
  - Campionatul Intercontinental lui Kofi nu era pus in joc.
- Edge i-a învins pe Rey Mysterio, Kane, Drew McIntyre, Big Show si Wade Barrett într-un Elimination Chamber Match păstrându-și titlul WWE World Heavyweight Championship
  - Edge l-a eliminat pe Mysterio câștigând meciul
- The Corre i-a învins pe Santino Marella & Vladimir Kozlov câștigând titlurile WWE Tag Team Championship
  - Gabriel l-a numarat pe Kozlov dupa un «450° Splash».
- The Miz (cu Alex Riley) l-a învins pe Jerry Lawler păstrându-și titlul WWE Championship
  - Miz l-a numarat pe Lawler dupa un «Skull-Crushing Finale».
  - În timpul meciului, Riley a intervenit în favoarea lui Miz
- John Cena i-a învins pe CM Punk, John Morrison, King Sheamus, Randy Orton si R-Truth într-un Elimination Chamber Match câștigând o șansă pentru titlul WWE Championship la WrestleMania XXVII
  - Cena l-a eliminat pe Punk câștigând meciul
  - Punk fusese eliminat de Orton fiind primul eliminat, dar din cauza ca era blocat în celulă, managerul general al Raw-ului i-a dat șansa de a reveni în meci.

### 2012
Elimination Chamber 2012 a avut loc pe data de 19 februarie 2012, evenimentul fiind gazduit de Bradley Center
din Milwaukee, Wisconsin.
- Dark Match: Hunico l-a învins pe Alex Riley
  - Hunico l-a numarat pe Riley.
- CM Punk i-a învins pe The Miz, Chris Jericho, Kofi Kingston, Dolph Ziggler si R-Truth într-un Elimination Chamber Match păstrându-și titlul WWE Championship
  - Punk l-a eliminat pe Miz câștigând meciul
  - Jericho a fost scos din meci dupa o accidentare la cap.
- Beth Phoenix a învinso pe Tamina Snuka păstrându-și titlul WWE Divas Championship
  - Phoenix a numarato pe Snuka dupa un «Glam Slam».
- Daniel Bryan i-a învins pe Santino Marella, Wade Barrett, Cody Rhodes, Big Show si Marele Khali într-un Elimination Chamber Match păstrându-și titlul WWE World Heavyweight Championship
  - Bryan l-a eliminat pe Marella câștigând meciul.
  - Dupa meci, Sheamus i-a aplicat un «White Noise» lui Bryan.
- Jack Swagger (cu Vickie Guerrero) l-a învins pe Justin Gabriel (cu Hornswoggle) păstrându-și titlul WWE United States Championship
  - Swagger l-a făcut pe Gabriel sa cedeze cu un «Ankle Lock».
- John Cena l-a învins pe Kane într-un Ambulance Match
  - Cena l-a băgat pe Kane în ambulanță dupa un «Attitude Adjustment» de pe ambulanță.

### 2013
Elimination Chamber 2013 a avut loc pe data de 17 februarie 2013, evenimentul fiind gazduit de New Orleans Arena
din New Orleans, Louisiana.
- Pre-Show: Tons of Funk (Brodus Clay & Tensai) i-au învins pe Team Rhodes Scholars (Cody Rhodes & Damien Sandow)
  - Clay l-a numărat pe Rhodes după un «Double Splash».
- Alberto del Rio (cu Ricardo Rodriguez) l-a învins pe Big Show păstrându-și titlul WWE World Heavyweight Championship
  - Del Rio l-a făcut pe Show să cedeze cu un «Cross Armbreaker».
  - În timpul meciului, Rodriguez a intervenit în favoarea lui Del Rio.
- Antonio Cesaro l-a învins pe The Miz prin descalificare păstrându-și titlul WWE United States Championship
  - Miz a fost descalificat după un «Low Blow» accidental asupra lui Cesaro.
- Jack Swagger (cu Zeb Colter) i-a învins pe Randy Orton, Chris Jericho, Mark Henry, Kane si Daniel Bryan într-un Elimination Chamber Match câștigând o șansă pentru titlul WWE World Heavyweight Championship la WrestleMania 29.
  - Swagger l-a eliminat pe Orton câștigând meciul.
- The Shield (Seth Rollins, Dean Ambrose & Roman Reigns) i-au învins pe John Cena, Ryback & Sheamus
  - Rollins l-a numărat pe Ryback după un «Spear» a lui Reigns.
- Dolph Ziggler (cu AJ Lee & Big E Langston) l-a învins pe Kofi Kingston
  - Ziggler l-a numărat pe Kofi după un «Zig Zag».
- Kaitlyn a învinso pe Tamina Snuka păstrându-și Campionatul Divelor.
  - Kaitlyn a numărato pe Tamina după un «Spear».
- The Rock l-a învins pe CM Punk (cu Paul Heyman) păstrându-și WWE Championship
  - The Rock l-a numărat pe Punk după un «Rock Bottom».
  - Dacă Rock pierdea prin count out sau descalificare, Punk câștiga centura.

### 2014
Elimination Chamber 2014 a avut loc pe data de 23 februarie 2014, evenimentul fiind gazduit de Target Center
din Minneapolis, Minnesota.
- Kick Off: Cody Rhodes & Goldust i-au învins pe RybAxel (Ryback & Curtis Axel)
  - Rhodes l-a numărat pe Axel după un «Cross Rhodes».
- Big E l-a învins pe Jack Swagger (cu Zeb Colter) păstrându-și titlul WWE Intercontinental Championship
  - Big E l-a numărat pe Swagger după un «Big Ending».
- The New Age Outlaws (Road Dogg & Billy Gunn) i-au învins pe The Usos păstrându-și titlurile pe echipe
  - Gunn l-a numărat pe Jimmy cu un «Roll-up».
- Titus O'Neil l-a învins pe Darren Young 
  - O'Neil l-a numărat pe Young după un «Clash of the Titus».
- The Wyatt Family (Bray Wyatt, Luke Harper & Erick Rowan) i-au învins pe The Shield (Seth Rollins, Dean Ambrose & Roman Reigns)
  - Wyatt l-a numărat pe Reigns după un «Sister Abigail».
- Cameron a învinso pe Campioana Divelor AJ Lee prin descalificare
  - Lee a fost descalificată după ce Tamina a atacato pe Cameron.
- Batista l-a învins pe Alberto del Rio
  - Batista l-a numărat pe del Rio după un «Batista Bomb».
- Randy Orton i-a învins pe Daniel Bryan, John Cena, Cesaro, Christian si Sheamus într-un Elimination Chamber Match păstrându-și titlul WWE Championship.
  - Orton l-a eliminat pe Bryan câștigând meciul.
  - În timpul meciului, Familia Wyatt a intervenit atacândul pe Cena și Bryan iar Kane a intervenit oprind numărătoarea lui Bryan pe Orton.

### 2015
Elimination Chamber 2015 a avut loc pe data de 31 mai 2015, evenimentul fiind gazduit de American Bank Center
din Corpus Christi, Texas.
- Kick Off: Stardust l-a învins pe Zack Ryder 
  - Stardust l-a numărat pe Ryder după un «The Queen's Crossbow».
- The New Day i-a învins pe The Lucha Dragons, Tyson Kidd & Cesaro, The Prime Time Players, The Ascension & Los Matadores într-un Elimination Chamber Match păstrându-și titlurile WWE Tag Team Championship
  - The New Day i-a eliminat pe Prime Time Players câștigând meciul.
- Nikki Bella l-ea învins pe Paige și Naomi păstrându-și campionatul divelor.
  - Nikki a numărato pe Naomi după un «Rack Attack».
- Campionul NXT Kevin Owens l-a învins pe Campionul Statelor Unite John Cena
  - Owens l-a numărat pe Cena după un «Pop-up Powerbomb».
- Neville l-a învins pe Bo Dallas
  - Neville l-a numărat pe Dallas după un «Red Arrow».
- Ryback i-a învins pe Sheamus, R-Truth, King Barrett, Dolph Ziggler si Mark Henry într-un Elimination Chamber Match câștigând titlul WWE Intercontinental Championship.
  - Ryback l-a eliminat pe Sheamus, câștigând meciul.
- Dean Ambrose l-a învins pe Campionul Mondial WWE Seth Rollins prin descalificare
  - Rollins a fost descalificat după ce a împins arbitrul.
  - În mod original, alt arbitru a intrat în ring și a făcut numărătoarea de 3 pe Rollins, dar apoi primul s-a și-a revenit și a anulat decizia descalificândul pe Rollins.
  - După meci, Roman Reigns i-a atacat pe Rollins, Kane, Noble y Mercury, iar Ambrose a luat centura cu el.

### 2017
Elimination Chamber 2017 a avut loc pe data de 12 februarie 2017, evenimentul fiind gazduit de Talking Stick Resort Arena
din Phoenix, Arizona.
- Kick Off: Mojo Rawley l-a învins pe Curt Hawkins (08:05)
  - Rawley l-a numărat pe Hawkins după un «Tilt-a-whirl Powerslam».
- Becky Lynch a învinso pe Mickie James (11:40)
  - Lynch a numărato pe James cu un «Roll-up».
- Apollo Crews & Kalisto l-au învins pe Dolph Ziggler într-un 2-on-1 Handicap Match (07:20)
  - Crews l-a numărat pe Ziggler după un «Spin-out Powerbomb».
- American Alpha i-au învins pe The Usos, Breezango, The Vaudevillains, The Ascension & Heath Slater & Rhyno într-un Tag Team Turmoil Match păstrânduși titlurile SmackDown Tag Team Championship (21:10)
  - Gable l-a numărat pe Viktor după un «Grand Amplitude»
  - După meci, American Alpha a-u fost atacați de Usos.
- Meciul între Nikki Bella și Natalya a terminat fără rezultat (13:40)
  - Meciul a terminat după ce cele douo nu s-au întors în ring după numărătoarea pâna la 10.
- Randy Orton l-a învins pe Luke Harper (17:15)
  - Orton l-a numărat pe Harper după un «RKO».
- Naomi a învinso pe Alexa Bliss câștigând titlul SmackDown Women's Championship (08:20)
  - Naomi a numărato pe Bliss după un «Split-legged Moonsault».
- Bray Wyatt i-a învins pe John Cena (c), AJ Styles, The Miz, Dean Ambrose si Baron Corbin într-un Elimination Chamber Match câștigând titlul WWE Championship (34:20).
  - Wyatt l-a eliminat pe Styles câștigând meciul.

### 2018
Elimination Chamber 2018 a avut loc pe data de 25 februarie 2018, evenimentul fiind gazduit de T-Mobile Arena
din Paradise, Nevada.
- Kick Off: Luke Gallows și Karl Anderson i-au învins pe The Miztourage (Bo Dallas and Curtis Axel) (08:50)
  - Anderson l-a numărat pe Axel după un «Magic Killer».
- Alexa Bliss le-a învins pe Bayley, Mandy Rose, Mickie James, Sonya Deville și Sasha Banks într-un Elimination Chamber Match păstrându-și campionatul WWE Raw Women's Championship (29:35)
  - Bliss a eliminat-o pe Banks câștigând lupta.
  - Acesta a fost primul meci Elimination Chamber de femei din istorie.
- Cesaro & Sheamus i-au învins pe Titus Worldwide (Apollo Crews și Titus O'Neil)  păstrându-și campionatele WWE Raw Tag Team Championship (10:05)
  - Sheamus l-a numărat pe Crews după un «White Noise».
- Asuka a învins-o pe Nia Jax (8:15)
  - Asuka a numărat-o pe Jax după ce a întors un «Powerbomb» într-un «Roll-up».
  - Dacă Jax câștiga, ar fi fost băgată în meciul pentru centură de la WrestleMania 34.
- Matt Hardy l-a învins pe Bray Wyatt (9:55)
  - Hardy l-a numărat pe Wyatt după un «Twist of Fate».
- Roman Reigns i-a învins Elias Samson, John Cena, Braun Strowman, The Miz, Seth Rollins și The Miz într-un Elimination Chamber Match câștigând o șansă la titlul WWE Universal Championship la WrestleMania 34 (40:15).
  - Reigns l-a eliminat pe Strowman după un «Spear».

### 2019
Elimination Chamber 2019 a avut loc pe data de 17 februarie 2019, evenimentul fiind gazduit de Toyota Center
din Houston, Texas.
- Kick Off: Buddy Murphy (c) l-a învins pe Akira Tozawa păstrându-și campionatul WWE Cruiserweight Championship (13:25)
  - Murphy l-a numărat pe Tozawa după un «Murphy's Law».
- The Boss 'N' Hug Connection (Bayley & Sasha Banks) le-a învins pe Nia Jax & Tamina, Fabulous Glow (Naomi & Carmella), The Riott Squad (Liv Morgan & Sarah Logan), Fire & Desire (Mandy Rose & Sonya Deville) și The IIconics (Billie Kay & Peyton Royce) într-un Elimination Chamber Match câștigând campionatul inaugural WWE Women's Tag Team Championship (33:00)
  - Bayley și Banks le-a eliminat pe Rose & Deville câștigând lupta.
- The Usos i-au învins pe The Miz și Shane McMahon (c) câștigând campionatele WWE SmackDown Tag Team Championship (14:10)
  - Jimmy l-a numărat pe Miz cu un «Roll-up».
- Finn Bálor l-a învins pe Bobby Lashley (c) și Lio Rush într-un 2-on-1 Handicap Match câștigând campionatul WWE Intercontinental Championship (9:30)
  - Bálor l-a numărat pe Rush după un «Coupe de Grâce».
- Ronda Rousey (c) a învins-o pe Ruby Riott păstrându-și campionatul WWE Raw Women's Championship (1:40)
  - Rousey a făcut-o pe Riott să cedeze cu un «Armbar». Dupa meci, Becky Lynch a aparut cu o  carja atacand-o pe Charlotte Flair si pe Ronda Rousey.
- Baron Corbin l-a învins pe Braun Strowman într-un Meci fără descalificări (10:50)
  - Corbin l-a numărat pe Strowman după un «Triple Powerbomb» pe douo mese cu ajutorul lui Drew McIntyre și Bobby Lashley.
- Daniel Bryan (c) i-a învins AJ Styles, Jeff Hardy, Kofi Kingston, Randy Orton și Samoa Joe într-un Elimination Chamber Match păstrându-și campionatul WWE Championship (36:40).
  - Bryan l-a eliminat pe Kingston după un «Running Knee» câștigând lupta.

### 2020
Elimination Chamber 2020 a avut loc pe data de 8 martie 2020, evenimentul fiind gazduit de Wells Fargo Center
din Philadelphia, Pennsylvania.
- Kick Off: The Viking Raiders (Erik și Ivar) i-au învins pe Curt Hawkins și Zack Ryder (4:50)
  - Erik l-a numărat pe Ryder după un «The Viking Experience».
- Daniel Bryan l-a învins pe Drew Gulak (14:20)
  - Bryan l-a făcut pe Gulak să cedeze cu un «LeBell Lock».
- Andrade (c) (însoțit de Zelina Vega) l-a învins pe Humberto Carrillo păstrându-și titlul WWE United States Championship (12:20)
  - Andrade l-a numărat pe Carrillo cu un «Roll-up».
- The Miz și John Morrison (c) i-au învins pe The New Day (Big E și Kofi Kingston), The Usos (Jey Uso și Jimmy Uso), Heavy Machinery (Otis și Tucker), Lucha House Party (Gran Metalik și Lince Dorado), și Dolph Ziggler și Robert Roode într-un Elimination Chamber Match păstrându-și centurile WWE SmackDown Tag Team Championship (32:55)
  - Morrison și Miz i-au eliminat pe The Usos pentru a câștiga lupta.
- Aleister Black l-a învins pe AJ Styles (însoțit de Luke Gallows și Karl Anderson) într-un No Disqualification match (23:15)
  - Black l-a numărat pe Styles după un «Black Mass».
  - În timpul luptei, Gallows și Anderson au intervenit în favoarea lui Styles, în timp ce Undertaker a intervenit în favoarea lui Black.
- The Street Profits (Angelo Dawkins și Montez Ford) (c) i-au învins pe Seth Rollins și Murphy păstrându-și centurile WWE Raw Tag Team Championship (18:30)
  - Ford l-a numărat pe Murphy după un «Frog Spash».
- Sami Zayn, Shinsuke Nakamura, și Cesaro l-au învins pe Braun Strowman (c) într-un Handicap match iar Zayn a câștigat titlul WWE Intercontinental Championship (8:30)
  - Zayn l-a numărat pe Strowman după un «Helluva Kick».
- Shayna Baszler l-ea învins pe Natalya, Liv Morgan, Asuka, Ruby Riott, și Sarah Logan într-un Elimination Chamber Match câștigând un meci pentru titlul WWE Raw Women's Championship la WrestleMania 36 (36:40).
  - Baszler a eliminat-o pe Asuka cu un «Kirifuda Clutch» câștigând lupta.

### 2021
Elimination Chamber 2021 a avut loc pe data de 21 februarie 2021, evenimentul fiind gazduit de Tropicana Field
din St. Petersburg, Florida.
- Kick Off: John Morrison i-a învins pe Ricochet, Elias și Mustafa Ali (însoțit de Retribution) câștigând o șansă pentru WWE United States Championship (7:14)
  - Morrison l-a numărat pe Ali cu un «Roll-Up».
- Daniel Bryan i-a învins pe Jey Uso, Kevin Owens, King Corbin, Sami Zayn și Cesaro într-un Elimination Chamber Match câștigând o șansă pentru campionatul WWE Universal Championship (34:27)
  - Bryan l-a eliminat pe Uso câștigând lupta.
- Roman Reigns (însoțit de Paul Heyman) l-a învins pe Daniel Bryan păstrându-și campionatul WWE Universal Championship (1:32)
  - Reigns a câștigat lupta după ce l-a lăsat inconștient pe Bryan cu un «Guilotine Choke».
  - După luptă, Edge l-a atacat pe Reigns, alegându-l pe acesta ca adversar la WrestleMania 37.
- Riddle i-a învins pe Bobby Lashley (c) (însoțit de MVP) și John Morrison câștigând titlul WWE United States Championship (8:49)
  - Riddle l-a numărat pe Morrison după un «Bro Derek».
- Nia Jax & Shayna Baszler (c) le-au învins pe Sasha Banks & Bianca Belair păstrându-și centurile WWE Women's Tag Team Championship (9:34)
  - Jax a numărat-o pe Banks după un «Samoan Drop».
- Drew McIntyre i-a învins pe Sheamus, Randy Orton, Jeff Hardy, AJ Styles (însoțit de Omos) și Kofi Kingston într-un Elimination Chamber Match păstrându-și campionatul WWE Championship (31:15)
  - McIntyre l-a eliminat pe Styles pentru a câștiga lupta.
  - După luptă, Bobby Lashley l-a atacat pe McIntyre.
- The Miz l-a învins pe Drew McIntyre (c) câștigând titlul WWE Championship (0:30)
  - Miz l-a numărat pe McIntyre după un «Skull-Crushing Finale».
  - Miz a încasat valiza Money in the Bank.

### 2022
Elimination Chamber 2022 a avut loc pe data de 19 februarie 2022, evenimentul fiind gazduit de Jeddah Super Dome
din Jeddah, Arabia Saudită.
- Kick Off: Rey Mysterio (însoțit de Dominik Mysterio) l-a învins pe The Miz (8:20)
  - Rey l-a numărat pe Miz cu un «Roll-Up».
- Roman Reigns (c) (însoțit de Paul Heyman) l-a învins pe Goldberg păstrându-și campionatul WWE Universal Championship (6:00)
  - Reigns a câștigat lupta după ce l-a lăsat inconștient pe Goldberg cu un «Guilotine Choke».
- Bianca Belair le-a învins pe Doudrop, Rhea Ripley, Nikki A.S.H., Liv Morgan și Alexa Bliss într-un Elimination Chamber Match câștigând o șansă pentru campionatul WWE Raw Women's Championship (15:45)
  - Belair a eliminat-o pe Bliss câștigând lupta.
- Naomi și Ronda Rousey le-au învins pe Charlotte Flair și Sonya Deville câștigând titlul WWE United States Championship (9:14)
  - Rousey a făcut-o pe Deville să cedeze cu un «Armbar».
- Drew McIntyre l-a învins pe Madcap Moss (însoțit de Happy Corbin) într-un Falls Count Anywhere Match (9:00)
  - McIntyre l-a numărat pe Moss după un «Claymore».
- Becky Lynch (c) a învins-o pe Lita păstrându-și campionatul WWE Raw Women's Championship (12:10)
  - Lynch a numărat-o pe Lita după un «Manhandle Slam».
- Brock Lesnar i-a învins pe Bobby Lashley (c), AJ Styles, Austin Theory, Riddle și Seth "Freakin" Rollins într-un Elimination Chamber Match câștigând campionatul WWE Championship (14:55)
  - Lesnar l-a eliminat pe Theory pentru a câștiga lupta după aplicarea unui «F-5».
  - În timpul luptei, Bobby Lashley a trebuit să părăsească lupta după ce Rollins l-a aruncat pe Theory în camera în care acesta se afla.